# Цыган, Богуслав
Богуслав Цыган (пол. Bogusław Cygan; 3 ноября 1964, Руда-Слёнска — 15 января 2018) — польский футболист, нападающий, тренер. Лучший бомбардир чемпионата Польши сезона 1994/95.

## Биография
Воспитанник клубов «Урания» (Руда-Слёнска) и «Шомберки» (Бытом). Во взрослом футболе дебютировал в сезоне 1983/84 в составе «Урании», игравшей в одной из низших лиг. Со следующего сезона играл за взрослую команду «Шомберки» в низших лигах. Победитель и лучший бомбардир первого дивизиона Польши сезона 1986/87. С сезона 1987/88 со своим клубом выступал в высшем дивизионе Польши, в первом сезоне забил шесть голов, во втором — 12.
В 1989 году перешёл в «Гурник» (Забже), но играл нерезультативно, за полтора сезона выходил на поле в 28 матчах и забил два гола. В ходе сезона 1990/91 вернулся в Бытом, играл за «Полонию» и «Шомберки». Стал вторым бомбардиром сезона 1990/91 в первом дивизионе с 19 голами, а в сезоне 1991/92 — лучшим бомбардиром турнира (21 гол). В 1992 году вернулся в «Гурник», вторая попытка стала более удачной — за сезон форвард забил 11 голов.
В первой половине сезона 1993/94 выступал в чемпионате Швейцарии за «Лозанну», забил один гол в 13 матчах.
Вернувшись в Польшу, присоединился к команде «Сталь» (Мелец), где стал ведущим бомбардиром клуба. За половину сезона 1993/94 отличился семь раз, в сезоне 1994/95 забил 16 голов и стал лучшим бомбардиром чемпионата. В сезоне 1995/96, когда его команда заняла предпоследнее место, забил 13 голов. Сезон 1996/97 начал в «Стали» в первом дивизионе, но уже в октябре перешёл в «Шлёнск» (Вроцлав), там у нападающего игра не заладилась, он забил только два гола в 14 матчах. В 1997 году снова вернулся в Бытом и играл за объединённый клуб «Полония-Шомберки».
Всего в высшем дивизионе Польши сыграл 212 матчей и забил 69 голов.
В 1999 году получил тренерскую лицензию в школе тренеров Польского футбольного союза. Был играющим тренером в любительских командах «Полония» (Лазиска-Гурне) и «Одра» (Мястечко-Шлёнске), позднее тренировал ЛЗС (Жиглин).
Скончался 15 января 2018 года в возрасте 53 лет.

## Достижения
- Лучший бомбардир чемпионата Польши: 1994/95 (16 голов)
- Лучший бомбардир первого дивизиона Польши: 1986/87, 1991/92